# تپه خواجلو
تپه خواجلو مربوط به هزاره اول قبل از میلاد - سدهٔ ۶ تا ۸ ه‍.ق است و در شهرستان شاهین دژ، بخش مرکزی، دهستان هولاسو، روستای خواجلو واقع شده و این اثر در تاریخ ۷ اسفند ۱۳۸۵ با شمارهٔ ثبت ۱۷۶۴۵ به‌عنوان یکی از آثار ملی ایران به ثبت رسیده‌است.